# Mistrzostwa Polski Seniorów w Lekkoatletyce 1979
55. Mistrzostwa Polski Seniorów w Lekkoatletyce – zawody, które rozgrywane były w Poznaniu na stadionie Olimpii Poznań między 10 a 12 sierpnia 1979.

## Rezultaty
| NR – rekord Polski \| SB – najlepszy wynik w sezonie \| PB – rekord życiowy |

### Mężczyźni
| Konkurencja:                  | 1. miejsce                                                                        | Rezultat     | 2. miejsce                                                                      | Rezultat  | 3. miejsce                                                                            | Rezultat  |
| Bieg na 100 m                 | Marian Woronin Legia Warszawa                                                     | 10,41        | Leszek Dunecki AZS Warszawa                                                     | 10,51     | Zenon Licznerski Legia Warszawa                                                       | 10,56     |
| Bieg na 200 m                 | Leszek Dunecki AZS Warszawa                                                       | 20,74        | Zenon Licznerski Legia Warszawa                                                 | 20,81     | Ryszard Sadkowski Flota Gdynia                                                        | 21,56     |
| Bieg na 400 m                 | Ryszard Podlas Śląsk Wrocław                                                      | 46,14        | Jerzy Pietrzyk Gwardia Warszawa                                                 | 46,46     | Zbigniew Jaremski Górnik Zabrze                                                       | 46,68     |
| Bieg na 800 m                 | Stanisław Rzeźniczak Lechia Tomaszów                                              | 1:49,5       | Paweł Szweda ROW Rybnik                                                         | 1:49,6    | Marian Gęsicki Zawisza Bydgoszcz                                                      | 1:49,6    |
| Bieg na 1500 m                | Jerzy Kalicki Oleśniczanka                                                        | 3:54,0       | Piotr Mańkowski Olimpia Poznań                                                  | 3:54,1    | Michał Skowronek Wawel Kraków                                                         | 3:54,3    |
| Bieg na 5000 m                | Jerzy Kowol Górnik Zabrze                                                         | 13:43,2      | Daniel Jańczuk Śląsk Wrocław                                                    | 13:43,5   | Eugeniusz Stacha ROW Rybnik                                                           | 13:44,6   |
| Bieg na 10 000 m              | Jerzy Kowol Górnik Zabrze                                                         | 28:37,6      | Eugeniusz Stacha ROW Rybnik                                                     | 28:45,6   | Daniel Jańczuk Śląsk Wrocław                                                          | 28:55,7   |
| Bieg na 110 m przez płotki    | Jan Pusty Orkan Poznań                                                            | 13,82        | Przemysław Siciński ŁKS Łódź                                                    | 14,12     | Andrzej Ziółkowski Polonia Warszawa                                                   | 14,21     |
| Bieg na 400 m przez płotki    | Leszek Rzepakowski Skra Warszawa                                                  | 50,55 SB     | Ryszard Szparak Gwardia Olsztyn                                                 | 50,63     | Krzysztof Węglarski AZS Poznań                                                        | 50,90     |
| Bieg na 3000 m z przeszkodami | Bogusław Mamiński Oleśniczanka                                                    | 8:25,6       | Piotr Zgarda Śląsk Wrocław                                                      | 8:27,2    | Krzysztof Wesołowski Śląsk Wrocław                                                    | 8:27,6    |
| Sztafeta 4 × 100 m            | Legia Warszawa Dariusz Nawrot Grzegorz Krajewski Zenon Licznerski Marian Woronin  | 40,16        | ŁKS Łódź Roman Siedlecki Grzegorz Matysiak Ryszard Wurch Marian Świątek         | 40,76     | Flota Gdynia Mirosław Hajdel Mirosław Kobielski Andrzej Stępień Ryszard Sadkowski     | 40,88     |
| Sztafeta 4 × 400 m            | Flota Gdynia Mirosław Kobielski Andrzej Stępień Jerzy Konarski Grzegorz Rembelski | 3:10,4       | Gwardia Warszawa Henryk Galant Jerzy Siedlewski Zbigniew Tomczok Jerzy Pietrzyk | 3:10,6    | Górnik Zabrze Janusz Koziarz Zbigniew Jaremski Wojciech Bimkiewicz Ryszard Nowakowski | 3:10,6    |
| Chód na 20 km                 | Bohdan Bułakowski Skra Warszawa                                                   | 1:23:31,0 NR | Zbigniew Gosławski Śląsk Wrocław                                                | 1:24:38,0 | Stanisław Rola Polonia Warszawa                                                       | 1:26:26,0 |
| Skok wzwyż                    | Jacek Wszoła AZS Warszawa                                                         | 2,25         | Włodzimierz Perka Gwardia Warszawa                                              | 2,17      | Janusz Rybczyński Gwardia Warszawa                                                    | 2,17      |
| Skok o tyczce                 | Władysław Kozakiewicz Bałtyk Gdynia                                               | 5,40         | Tadeusz Ślusarski Skra Warszawa                                                 | 5,40      | Mariusz Klimczyk Zawisza Bydgoszcz                                                    | 5,35      |
| Skok w dal                    | Grzegorz Cybulski Lubtour Zielona Góra                                            | 7,97         | Stanisław Jaskułka AZS Warszawa                                                 | 7,83      | Zbigniew Matoga Górnik Zabrze                                                         | 7,78      |
| Trójskok                      | Eugeniusz Biskupski Legia Warszawa                                                | 16,58w       | Zdzisław Hoffmann Lubtour Zielona Góra                                          | 16,40     | Zdzisław Sobora Olimpia Poznań                                                        | 16,11     |
| Pchnięcie kulą                | Edward Sarul Górnik Zabrze                                                        | 19,02        | Władysław Komar Polonia Warszawa                                                | 18,86     | Edmund Antczak Lechia Gdańsk                                                          | 18,76     |
| Rzut dyskiem                  | Andrzej Bejrowski Bałtyk Gdynia                                                   | 61,00        | Stanisław Wołodko Zawisza Bydgoszcz                                             | 60,06     | Dariusz Juzyszyn AZS Wrocław                                                          | 60,00     |
| Rzut młotem                   | Ireneusz Golda Orkan Poznań                                                       | 73,38        | Florian Kulczyński Gryf Słupsk                                                  | 70,66     | Stanisław Lubiejewski Flota Gdynia                                                    | 69,74     |
| Rzut oszczepem                | Piotr Bielczyk AZS Warszawa                                                       | 83,56        | Bernard Werner Bałtyk Gdynia                                                    | 80,58     | Jacek Kłosiński AZS Warszawa                                                          | 76,10     |

### Kobiety
| Konkurencja:               | 1. miejsce                                                                        | Rezultat  | 2. miejsce                                                                        | Rezultat | 3. miejsce                                                                             | Rezultat |
| Bieg na 100 m              | Irena Szewińska Polonia Warszawa                                                  | 11,63     | Elżbieta Stachurska ŁKS Łódź                                                      | 12,01    | Agnieszka Krzepińska Spójnia Warszawa                                                  | 12,02    |
| Bieg na 200 m              | Irena Szewińska Polonia Warszawa                                                  | 23,30     | Jolanta Stalmach Gwardia Warszawa                                                 | 23,52    | Grażyna Siewierska AZS Lublin                                                          | 24,31    |
| Bieg na 400 m              | Grażyna Oliszewska Lubtour Zielona Góra                                           | 53,12     | Barbara Kwietniewska Lechia Kielce                                                | 53,36    | Elżbieta Kapusta Lechia Kielce                                                         | 54,25    |
| Bieg na 800 m              | Jolanta Januchta Gwardia Warszawa                                                 | 2:00,5    | Wanda Stefańska Gwardia Warszawa                                                  | 2:04,7   | Urszula Heldt Piast Gliwice                                                            | 2:06,7   |
| Bieg na 1500 m             | Celina Sokołowska Wisła Kraków                                                    | 4:21,5    | Maria Chwaszczyńska Kociewie Starogard                                            | 4:21,7   | Anna Bukis Skra Warszawa                                                               | 4:23,1   |
| Bieg na 3000 m             | Celina Sokołowska Wisła Kraków                                                    | 8:58,3 NR | Maria Chwaszczyńska Kociewie Starogard                                            | 8:59,8   | Renata Pentlinowska Bałtyk Gdynia                                                      | 9:11,3   |
| Bieg na 100 m przez płotki | Grażyna Rabsztyn Gwardia Warszawa                                                 | 12,64     | Lucyna Langer GKS Tychy                                                           | 12,77    | Danuta Perka Gwardia Warszawa                                                          | 12,98    |
| Bieg na 400 m przez płotki | Elżbieta Katolik Wisła Kraków                                                     | 58,83     | Danuta Piecyk Gwardia Olsztyn                                                     | 59,44    | Barbara Kwietniewska Lechia Kielce                                                     | 1:00,53  |
| Sztafeta 4 × 100 m         | Gwardia Warszawa Jolanta Stalmach Danuta Perka Elżbieta Rabsztyn Grażyna Rabsztyn | 45,83     | Legia Warszawa Anna Kamińska Elżbieta Lis Ewa Długołęcka Beata Kochańska          | 47,39    | Start Lublin Danuta Jędrejek Halina Sobczyszczak Elżbieta Zielińska Danuta Niedzielska | 47,41    |
| Sztafeta 4 × 400 m         | Lechia Kielce Barbara Kwietniewska Elżbieta Kapusta Ewa Starościak Renata Bernard | 3:41,9    | Gwardia Warszawa Zofia Zwolińska Jolanta Januchta Wanda Stefańska Grażyna Niestój | 3:42,5   | Gwardia Olsztyn Renata Rogatty Danuta Piecyk Ewa Bartoś Bożena Wydorska                | 3:43,5   |
| Skok wzwyż                 | Elżbieta Krawczuk AZS Białystok                                                   | 1,93 NR   | Urszula Kielan Gwardia Warszawa                                                   | 1,86     | Danuta Bułkowska AZS Wrocław                                                           | 1,81     |
| Skok w dal                 | Anna Włodarczyk AZS Warszawa                                                      | 6,38      | Teresa Marciniak Włókniarz Aleksandrów                                            | 6,37     | Ewa Garczyńska AZS Wrocław                                                             | 6,31     |
| Pchnięcie kulą             | Beata Habrzyk Górnik Zabrze                                                       | 17,55     | Ludwika Chewińska Gwardia Warszawa                                                | 17,51    | Bożena Wojciekian AZS Wrocław                                                          | 15,82    |
| Rzut dyskiem               | Danuta Majewska Śląsk Wrocław                                                     | 56,74     | Danuta Gwardecka Gwardia Warszawa                                                 | 56,64    | Ewa Siepsiak Śląsk Wrocław                                                             | 54,70    |
| Rzut oszczepem             | Bernadetta Blechacz Lechia Gdańsk                                                 | 62,76     | Renata Kostrzewska Lechia Gdańsk                                                  | 55,82    | Maria Jabłońska Orkan Poznań                                                           | 55,38    |

## Biegi przełajowe
51. mistrzostwa Polski w biegach przełajowych rozegrano 18 marca w Kielcach. Kobiety rywalizowały na dystansie 2,5 kilometra i 5 kilometrów, a mężczyźni na 7 km i na 14 km.

### Mężczyźni
| Konkurencja:            | 1. miejsce                             | Rezultat | 2. miejsce                   | Rezultat | 3. miejsce                      | Rezultat |
| Bieg przełajowy (7 km)  | Bronisław Malinowski Olimpia Grudziądz | 18:28,0  | Daniel Jańczuk Śląsk Wrocław | 18:42,8  | Henryk Wasilewski Orkan Poznań  | 18:43,6  |
| Bieg przełajowy (14 km) | Wiesław Wojtkuński BKS Bydgoszcz       | 42:54,2  | Jerzy Kowol Górnik Zabrze    | 42:54,6  | Zbigniew Pierzynka Wisła Kraków | 42:56,3  |

### Kobiety
| Konkurencja:             | 1. miejsce                              | Rezultat | 2. miejsce                      | Rezultat | 3. miejsce                           | Rezultat |
| Bieg przełajowy (2,5 km) | Celina Sokołowska Wisła Kraków          | 7:06,0   | Ewa Szydłowska Piast Gliwice    | 7:16,0   | Renata Kokowska Orzeł Wałcz          | 7:22,0   |
| Bieg przełajowy (5 km)   | Bronisława Ludwichowska Gwardia Olsztyn | 14:24,4  | Krystyna Zając Górnik Wałbrzych | 14:29,2  | Gabriela Górzyńska Zawisza Bydgoszcz | 14:41,8  |

## Półmaraton
Półmaraton mężczyzn odbył się 8 marca w Krakowie. Rywalizowano na dystansie 25 kilometrów.
| Konkurencja: | 1. miejsce                      | Rezultat | 2. miejsce                     | Rezultat | 3. miejsce                       | Rezultat |
| Półmaraton   | Zbigniew Pierzynka Wisła Kraków | 1:16:45  | Ryszard Chudecki Hutnik Kraków | 1:16:51  | Andrzej Sajkowski Legia Warszawa | 1:16:51  |

## Chód na 50 km
Zawody mistrzowskie w chodzie na 50 kilometrów mężczyzn rozegrano 22 kwietnia w Gdyni.
| Konkurencja:  | 1. miejsce            | Rezultat   | 2. miejsce              | Rezultat | 3. miejsce                      | Rezultat |
| Chód na 50 km | Bogusław Duda Resovia | 3:54:09 NR | Jan Ornoch Flota Gdynia | 3:56:42  | Bohdan Bułakowski Skra Warszawa | 3:58:19  |

## Maraton
Maratończycy (tylko mężczyźni) rywalizowali 27 maja w Dębnie.
| Konkurencja: | 1. miejsce                      | Rezultat  | 2. miejsce                        | Rezultat  | 3. miejsce                     | Rezultat  |
| Maraton      | Zbigniew Pierzynka Wisła Kraków | 2:16:09,8 | Ryszard Marczak Zawisza Bydgoszcz | 2:16:11,8 | Ryszard Całka Gwardia Warszawa | 2:20:32,0 |

## Wieloboje
Mistrzostwa w dziesięcioboju mężczyzn i pięcioboju kobiet zostały rozegrane 7 i 8 sierpnia w Poznaniu. Były to ostatnie mistrzostwa Polski w pięcioboju kobiet na otwartym stadionie. 15 i 16 września w Zabrzu odbyły się pierwsze mistrzostwa Polski w siedmioboju.

### Mężczyźni
| Konkurencja:  | 1. miejsce                   | Rezultat  | 2. miejsce                     | Rezultat  | 3. miejsce                      | Rezultat  |
| Dziesięciobój | Dariusz Ludwig Bałtyk Gdynia | 7834 pkt. | Ryszard Katus Gwardia Warszawa | 7656 pkt. | Roman Fostriak Budowlani Kielce | 7648 pkt. |

### Kobiety
| Konkurencja: | 1. miejsce                           | Rezultat     | 2. miejsce                        | Rezultat  | 3. miejsce                          | Rezultat  |
| Pięciobój    | Danuta Cały Zagłębie Lubin           | 4265 pkt.    | Anna Włodarczyk AZS Warszawa      | 4080 pkt. | Grażyna Niestój Gwardia Warszawa    | 4046 pkt. |
| Siedmiobój   | Małgorzata Guzowska Gwardia Warszawa | 5276 pkt. NR | Janina Wawrzak Budowlani Szczecin | 4865 pkt. | Grażyna Borowiecka Gwardia Warszawa | 4794 pkt. |